# بنجامين دبليو. هاينيمان
بنجامين دبليو. هاينيمان (بالإنجليزية: Benjamin W. Heineman)‏ هو محامي أمريكي، ولد في 10 فبراير 1914 في واوسو في الولايات المتحدة، وتوفي في 5 أغسطس 2012 في وكيشا في الولايات المتحدة.